# Michel Sogny
Michel Sogny (Pau, 21 de novembre de 1947) és un pianista, compositor i escriptor francès d'origen hongarès. Va desarrollar un nou enfocament per a l'ensenyament del piano. El seu mètode ha permès que estudiants de totes les edats gaudeixin practicant aquest instrument, ja que tocar el piano generalment es considera inassolible si no s'ensenya durant la infantesa.

## Biografia
Michel Sogny va assistir a l'École Normale de Musique de París, on va seguir estudis de piano sota la direcció de Jules Gentil i Yvonne Desportes. Té un màster en psicologia, un grau de batxiller en literatura i un doctorat en filosofia, que va completar a la Sorbona el 1974 sota la direcció de Vladimir Jankélévitch. Michel Sogny és el fundador de la Fundació SOS Talents.
Juntament amb Valéry Giscard d'Estaing i la besnèta de Franz Liszt, Blandine Ollivier de Prévaux, Sogny va ser un dels membres fundadors de l'Associació Francesa Franz Liszt.

## Mètode de piano de Michel Sogny
La metodologia de Sogny s'ensenya a les seves escoles de París i Ginebra. Des de 1974, més de 20.000 estudiants han dominat el piano mitjançant el mètode de Sogny.
El mètode consta de dos components principals: obres didàctiques - Prolégomènes, que representen petits exercicis. Els Prolégomènes desenvolpen la percepció de la simfonia musical i el so. La segona direcció consisteix en el cicle d'estudis, on la concentació es centra en el desenrotllament d'habilitats tècniques, com els gestos i les posicions de les mans.
Un dels estudiants de Sogny, que va començar a practicar piano ja sent adult, va ser el professor de llengua francesa Michel Paris. Després de completar el curs metodològic de quatre anys de Sogny, als 30 anys va realitzar un concert en solitari al Théâtre des Champs-Élysée amb el patrocini del Ministeri de Cultura.
Un altre estudiant exitós de Michel Sogny va ser Claudine Zévaco, que va actuar al Théâtre des Champs-Élysée els anys 1983 i 1984.
El 1981, el Senat es va dirigir formalment al Ministre de Cultura, Jack Lang, per discutir la introducció de la metodologia de Michel Sogny a tota França.